# Resist Pro Wrestling
Resist Pro Wrestling és una associació juvenil sense ànim de lucre catalana dedicada a la promoció i realització d'espectacles de lluita lliure professional. Compta, a més, amb una escola per a la formació dels lluitadors en les tècniques pròpies d'aquest esport-espectacle amb seu al Passatge Vintró de Barcelona. Actualment organitza aproximadament dos espectacles cada sis setmanes durant la temporada de setembre a Juny, un sota cadascuna de les seves dues marques: RIOT i RAGE, a més d'espectacles especials; però també en realitza a altres punts de Catalunya i arreu d'Espanya, així com en localitzacions escollides amb motiu de diverses manifestacions culturals o lúdiques, com ara el Manga Barcelona, la Japan Weekend o l'Arnold Classic Europe. Colabora també ocasionalment amb d'altres associacions de lluita lliure organitzant espectacles conjunts, com ara la també catalana Revolution Championship Wrestling (RCW) o la madrilenya White Wolf Wrestling (Triple W). Compta amb un planter de lluitadors locals formats a la seva escola, i la participació ocasional de lluitadors d'altres indrets d'España i de la resta del món.

## Origen: Super Wrestling Alliance[3]
SWA (Super Wrestling Alliance) va ser fundada l'any 2007 pel lluitador i entrenador Jorge Catalina amb l'objectiu de promocionar i estendre la lluita lliure professional, entrenant els futurs lluitador en les tècniques d'aquest esport. Catalina va contractar l'entrenador irlandès Lee Flynn per dirigir el que seria la primera acadèmia de lluita lliure dels Països Catalans i també d'Espanya. El mateix any va començar a organitzar shows, que sovint comptaven amb la participació de lluitadors estrangers a més dels seus alumnes.
L'any 2008 va arribar a un acord amb el desaparegut local barceloní Mangaroom per a la realització d'espectacles quinzenals; l'èxit d'aquests espectacles va fer que ben aviat passéssin a ser setmanals.
El 10 d'octubre del 2009 l'SWA va participar en l'organització d'un show oficial de l'empresa japonesa Dragon Gate com a part de la gira d'aquesta promoció per Europa.

### UEWA
L'any 2011 l'SWA va entrar a formar part d'UEWA (Unió d'Aliances de Wrestling Europees, en anglès Union of European Wrestling Alliances), una aliança de promocions europees de lluita lliure dedicada a la col·laboració. Com a part d'aquesta col·laboració, l'SWA va escollir el lluitador irlandès Sean South per ser el seu representant en un torneig que havia d'escollir el primer Campió Europeu de Pesos Lleugers de la UEWA, que finalment guanyaria el propi South el 25 de maig del 2011. Altres lluitadors de l'SWA com Ronin Rider, La Pulga, Jorge Catalina -amb el seu pseudònim d'As de Picas- i Bad Boy van tenir opció de lluitar per aquest campionat en diferents ocasions entre el 2011 i el 2013, tot i que cap va guanyar-lo.

### Zero1 España
Els lluitadors Bad Boy, La Pulga, Angelnaut i As de Picas van ser acceptats per l'empresa japonesa Pro Wrestling Zero1 a participar en els shows de proves que la seva escola de lluita va organitzar a Irlanda el novembre del 2012. Com a conseqüència d'aquesta participació, l'SWA va iniciar una col·laboració amb l'empresa japonesa, fruit de la qual va passar a anomenar-se SWA Zero1 España el maig del 2013, havent-se iniciat ja la seva quarta temporada el febrer, organitzant els shows a la barcelonina sala Spank the Baby, espai que també serviria com a local d'entrenaments.

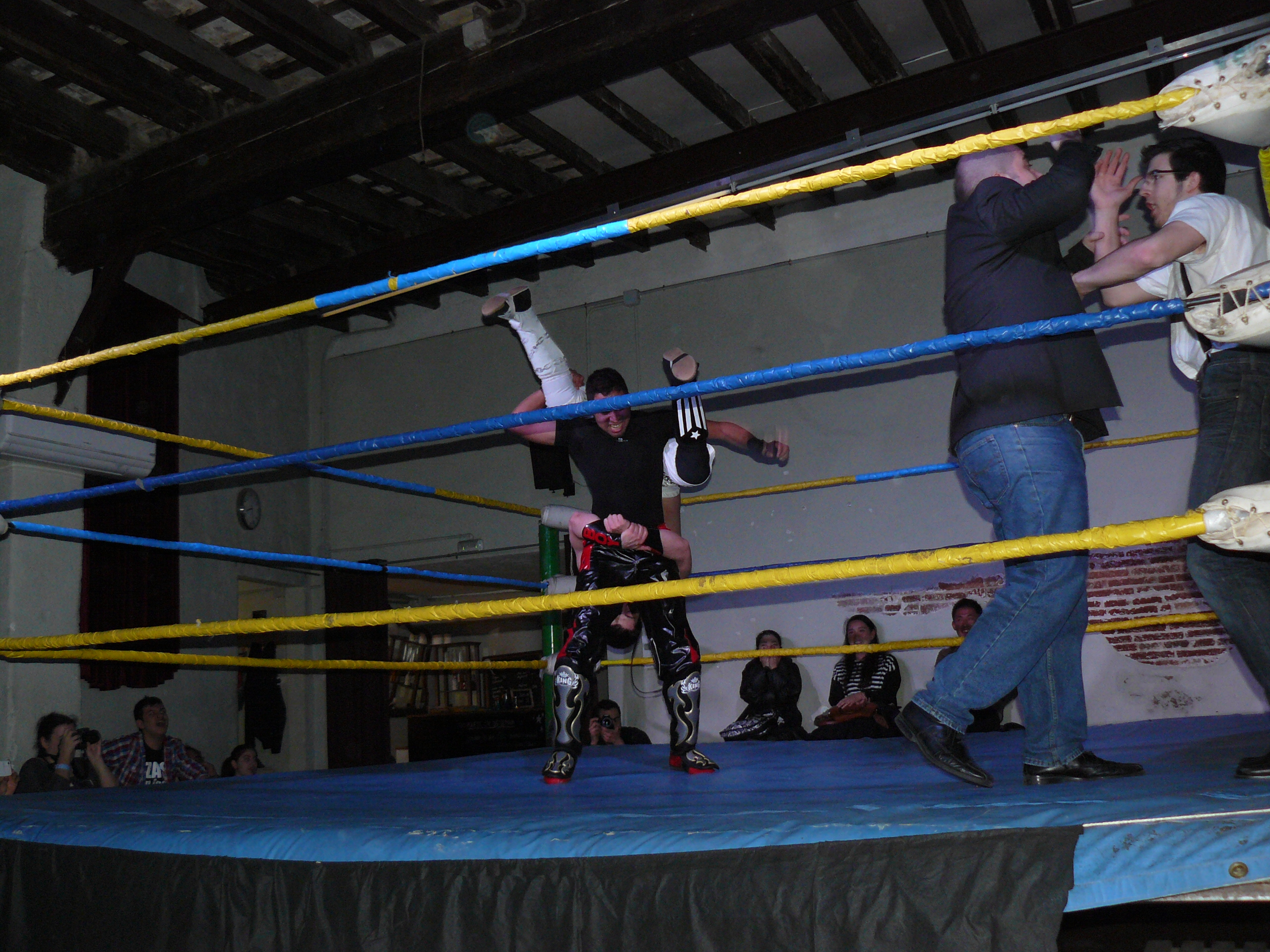
Mandril Morbid i Bad Boy en una lluita de SWA-Zero1 Spain

Els dies 25 i 26 de maig del 2013 Zero1 va celebrar a Barcelona més shows de prova, hostatjats al local de l'SWA. Els representants de l'escola de lluita d'aquesta empresa van seleccionar el lluitador català La Pulga com a guanyador. El premi consitia a viatjar al Japó per entrenar durant deu setmanes al dojo de Zero1 i participar en alguns shows televisats de l'empresa. El debut de La Pulga es produí el 13 d'octubre d'aquell any amb el nom de Dios Maradona.
L'últim show de la quarta temporada va ser el primer en ser retransmès en directe per streaming a través del lloc web Pies de Gato, pràctica que continuaria durant la cinquena temporada, que comptà amb un total de vint-i-un shows quinzenals entre el 14 de setembre del 2013 i el 2 d'agost del 2014.
L'octubre del 2014 Jorge Catalina abandona la presidència de l'SWA, anunciant la seva desvinculació definitiva de l'organització el desembre. La que seria cinquena i última temporada de l'SWA va començar el novembre, i l'últim show es va celebrar el 17 de gener del 2015, fent-se efectiva la seva dissolució a la fi del mateix.

## RIOT Wrestling

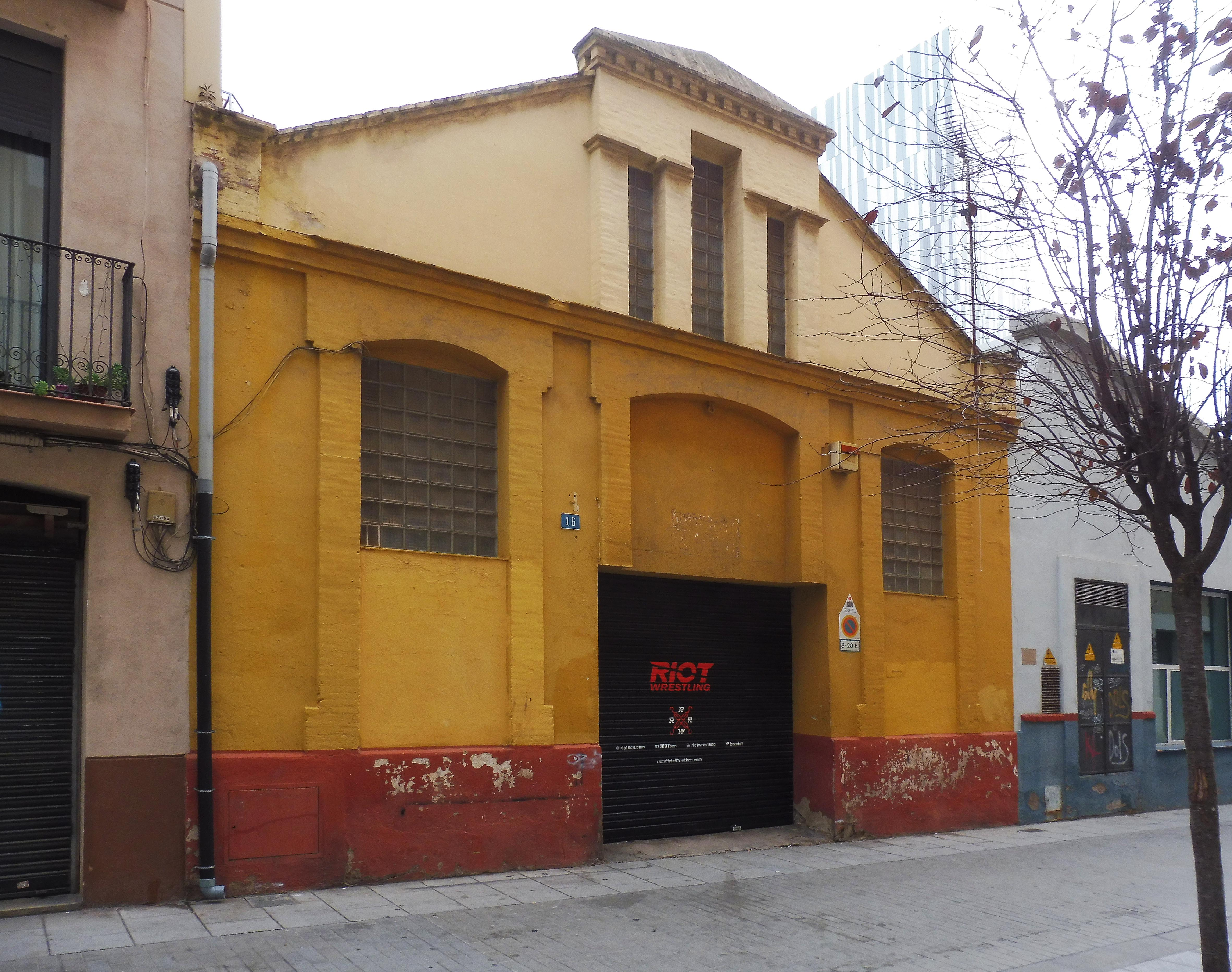
Riot Academy

Els dies 7 i 8 de març del mateix any van participar en la Japan Weekend de Barcelona sota la nova marca amb diversos combats i classes d'entrenament, però el show inaugural de la seva primera temporada no s'esdevindria fins al 14 de març al gimnàs No Limits de Barcelona. A partir d'aleshores l'Ateneu del Clot, juntament amb l'Espai Jove la Fontana, serien l'escenari de la majoria dels seus espectacles, que se celebren almenys un cop al mes, en temporades que s'allarguen aproximadament entre el setembre i el juny de cada any.
El 4 de desembre del 2015 van anunciar la inauguració oficial de la seu permanent de la RIOT Academy a la seva localització actual del Passatge Vintró de Barcelona.

### RAGE Wrestling
L'abril del 2016 RIOT vn anunciar la creació de RAGE Wrestling, una marca alternativa dins de la pròpia associació dedicada a l'organització de shows en els que poguessin participar lluitadors novells sense l'experiència requerida per a poder ser inclosos als espectacles de RIOT i així adquirir experiència en les tècniques de lluita davant del públic.

## Resist Pro Wrestling
El gener de 2021 l'associació va canviar el seu nom pel de Resist Pro Wrestling per tal de diferenciar la pròpia associació dels dos tipus d'espectacles que oferien, per una banda sota la marca RIOT amb els lluitadors més experimentats, i per l'altra sota la marca RAGE amb els lluitadors novells, englobant-les ambdues sota la nova denominació.